# Qoreybe‘
Qoreybe‘ (persiska: Qaşabeh, قریبع) är en ort i Iran.   Den ligger i provinsen Khuzestan, i den centrala delen av landet, 600 km söder om huvudstaden Teheran. Qoreybe‘ ligger 15 meter över havet och antalet invånare är 468.
Terrängen runt Qoreybe‘ är mycket platt. Runt Qoreybe‘ är det ganska tätbefolkat, med 54 invånare per kvadratkilometer. Närmaste större samhälle är Badrānī, 19,2 km sydväst om Qoreybe‘. Omgivningarna runt Qoreybe‘ är i huvudsak ett öppet busklandskap.